# Politisk religion
Politisk religion beskriver hur politiska ideologier använder symboler och trosuppfattningar på ett sätt som påminner om traditionella deistiska religioner. Begreppet har ofta använts i analyser av fascistiska och kommunistiska ideologier, exempelvis nazism och stalinism. Det har även använts för att förstå Islamiska staten, identitetskristna, amerikanska nynazistiska organisationer som National Alliance och Nordkoreas jucheideologi.
En av de första att använda begreppet för att beskriva ett samhällsfenomen var den tysk-amerikanska statsvetaren Eric Voegelin. Under sitt arbete på Wiens universitet skrev han 1938 - strax före anschluss - en essä med namnet "de politiska religionerna". I essän analyserade Voegelin både historiska och samtida politiska regimer och argumenterade för att religion och trosuppfattningar manipulerades till förmån för fascistiska och kommunistiska diktaturer. Voegelin menade i sin essä att ideologierna använde sig av en kristen symbolik för att samla människor runt nya gemenskaper som kunde baseras på uppfattningar om nation, ras eller klass.
En politisk religion utövar ofta samma psykologiska och sociologiska roll som en deistisk religion med resultatet att den ersätter eller övertar existerande religiösa organisationer och trosläror, vilket beskrivs som "sakralisering" av politik. Trots detta har politiska religioner inte en självständig andlig eller teokratiska element. Den är i sin essens sekulär, endast användande religiös symbolik för politiska ändamål, om den inte till och med avvisar religiositet över huvud taget.[källa behövs]